# Barbastro
Barbastro (Balbastro em aragonês) é um município da Espanha na província de Huesca, comunidade autónoma de Aragão, de área 107,60 km² com população de 16025 habitantes (2007) e densidade populacional de 148,93 hab./km².

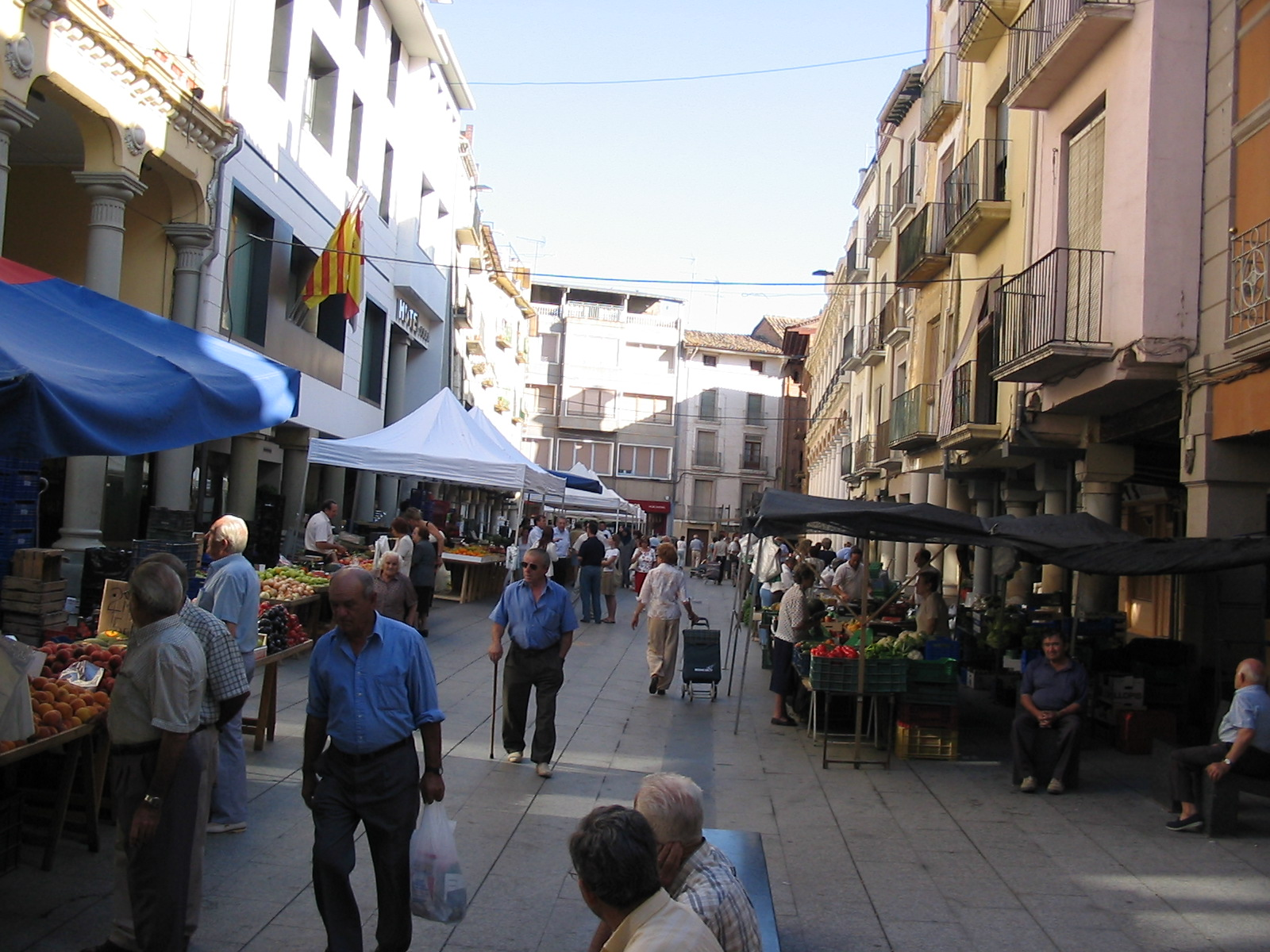
Plaza del Mercado, Barbastro

## Demografia
| Variação demográfica do município entre 1991 e 2004 | Variação demográfica do município entre 1991 e 2004 | Variação demográfica do município entre 1991 e 2004 | Variação demográfica do município entre 1991 e 2004 |
| --------------------------------------------------- | --------------------------------------------------- | --------------------------------------------------- | --------------------------------------------------- |
| 1991                                                | 1996                                                | 2001                                                | 2004                                                |
| 14778                                               | 14520                                               | 15053                                               | 15592                                               |